# Thạnh An (xã), Vĩnh Thạnh (Cần Thơ)
Thạnh An là một xã thuộc huyện Vĩnh Thạnh, thành phố Cần Thơ, Việt Nam.
Xã Thạnh An có diện tích 44,89 km², dân số năm 2007 là 10.447 người, mật độ dân số đạt 233 người/km².